# Château de Bizy
Le château de Bizy est une demeure située à Vernon, en région Normandie, en France. 
Le château est partiellement classé au titre des monuments historiques.

## Localisation
Le château est situé sur la commune de Vernon, dans le département français de l'Eure.

## Historique

### Origine
La seigneurie de Bizy est au XIVe siècle l'apanage de Jean de Tilly, sire de Blaru, à la suite de son mariage en 1364 avec Marguerite de Sacquainville.
La seigneurie jouxte celle de Blaru, à la frontière des actuels départements de l'Eure et des Yvelines.

### Successions
Le domaine passe à la famille Jubert, qui, le 8 octobre 1596, y reçoit le roi Henri IV.
En 1675, Michel-André Jubert de Bouville, conseiller d'État et intendant d'Orléans et d'Alençon, ayant obtenu l'érection de la seigneurie en marquisat, se fait construire un château de plan allongé couvert d'ardoises, flanqué de deux pavillons plus élevés et précédé de deux perrons dits « en fer à cheval ».
Par échange de ses terres de Belle-Isle contre les comtés de Gisors, Les Andelys et Vernon, le duc de Belle-Isle (1684-1761), petit-fils du surintendant Fouquet, entre en possession du château en 1721.
Il agrandit le domaine et fait réaliser des travaux considérables qui valent à Bizy le surnom de « Versailles normand ». Envisageant la reconstruction du château, le duc crée une avant-cour en terrasse et demi-lune ainsi que l'avenue des Capucins qui relie le château à la Seine, il fait aménager l'ensemble du petit parc et du parc de chasse et confie à l'architecte Contant d'Ivry le soin d'édifier, entre 1741 et 1743, la basse-cour avec des écuries pour soixante chevaux inspirées de celle de Versailles et le pédiluve, bassin permettant de laver les sabots des chevaux.
Le 21 septembre 1749, le duc, qui a reçu en 1741 le bâton de maréchal de France, accueille à Bizy le roi Louis XV accompagné de Madame de Pompadour.
À la mort du maréchal de Belle-Isle en 1761, son domaine revient au roi qui, en 1762, l'échange contre la principauté souveraine de Dombes au comte d'Eu, fils du duc du Maine, bâtard légitimé de Louis XIV et de Madame de Montespan. Le comte a les moyens financiers d'entretenir le domaine mais n'y réalise aucune nouvelle construction. Célibataire et sans enfants, il lègue le domaine à son cousin le duc de Penthièvre, fils du comte de Toulouse et l'un des plus grands propriétaires fonciers du royaume.
Propriétaire de Bizy à la mort du comte d'Eu en 1775, le duc de Penthièvre y fait de fréquents séjours à partir de 1783, date à laquelle il est contraint de céder à Louis XVI son château de Rambouillet, puis il en fait en 1792 sa résidence principale, où il s'installe avec sa fille la duchesse d'Orléans.
À la veille de la Terreur, il y meurt en mars 1793 estimé de la population locale pour sa générosité.
Le château, confisqué comme bien national en prairial an VI (1797), est alors vendu aux enchères à des marchands de biens qui détruisent le corps de logis pour en revendre les matériaux.
En 1805, le général Lesuire rachète le domaine et fait bâtir une maison de campagne plus modeste, en avant de la basse-cour sur le côté nord-est.
En 1817, la duchesse d'Orléans rachetant ses biens vendus sous la Révolution, rentre en possession de Bizy dont son fils, devenu Louis-Philippe Ier en 1830, hérite à sa mort en 1821. Il fait construire deux ailes, restaure les anciens bâtiments, crée un parc à l'anglaise et plante de nombreux arbres, dont un remarquable catalpa. Il y séjourne souvent, s'y rendant parfois en chemin de fer à partir de la mise en service de la ligne qui atteint Vernon en 1843 comme en témoigne une de ses lettres manuscrites.
En 1858, les biens de la maison d'Orléans, confisqués par Napoléon III, sont vendus aux enchères publiques, et Bizy est acquis par le baron protestant Fernand de Schickler (1839-1909), descendant d'une famille de financiers prussiens, dont la sœur Malvina (1822-1877), artiste-peintre, est l'épouse de Louis-Napoléon Suchet (1813-1877), 2e duc d'Albufera, maire de Vernon.
En 1860, Schickler fait reconstruire le corps de logis central par l'architecte William Henry White (1838-1896), dans un style néo-classique assez italianisant, peut-être inspiré du Palais Albani de Rome, « synthèse entre les styles Louis XIV et Louis XVI inspirée à la fois du Petit Trianon, de Compiègne et des hôtels de la place Vendôme, hymne à l'architecture française cependant empreint de références aux palais italiens ».
Le grand salon central « à vue traversante » reçoit un ensemble de boiseries considérées parmi les plus remarquables de la fin du style Louis XIV - début Régence, provenant du château de Bercy, démoli en 1861.
Schickler lègue Bizy à son petit-neveu Louis Joseph Suchet, 4e duc d'Albufera, qui achève le château en fermant la cour d'honneur par deux ailes ; il est habité par la fille du 5e duc.
L'architecture des lieux attire en 1994 le réalisateur Yves Angelo, qui tourna quelques scènes d'intérieur du Colonel Chabert, avec Gérard Depardieu et Fanny Ardant.

## Description
Du bâtiment original élevé au XVIIIe siècle par l'architecte Pierre Contant d'Ivry, pour les fêtes du maréchal de Belle-Isle, il subsiste les superbes écuries, les sculptures des fontaines et les bassins ; bassin de Neptune, buffet d'eau, fontaine de Gribouille, fontaine des chevaux marins, etc.
En 1860, le baron de Schickler, reconstruit le corps central du château en pierre de taille avec un toit en terrasse muni d'une balustrade avec côté nord un porche à colonnes et côté sud une galerie ouverte en rez-de-chaussée et pilastres à l'étage.
Au début du XXe siècle sont construites les deux ailes qui ferment la cour d'honneur.
Les pavillons d'angle, construits au XIXe siècle sont couverts d'un toit en ardoise à pavillon brisé.
Les communs sont couverts de toits à longs pans en ardoise et les écuries présentent des lucarnes à fronton.

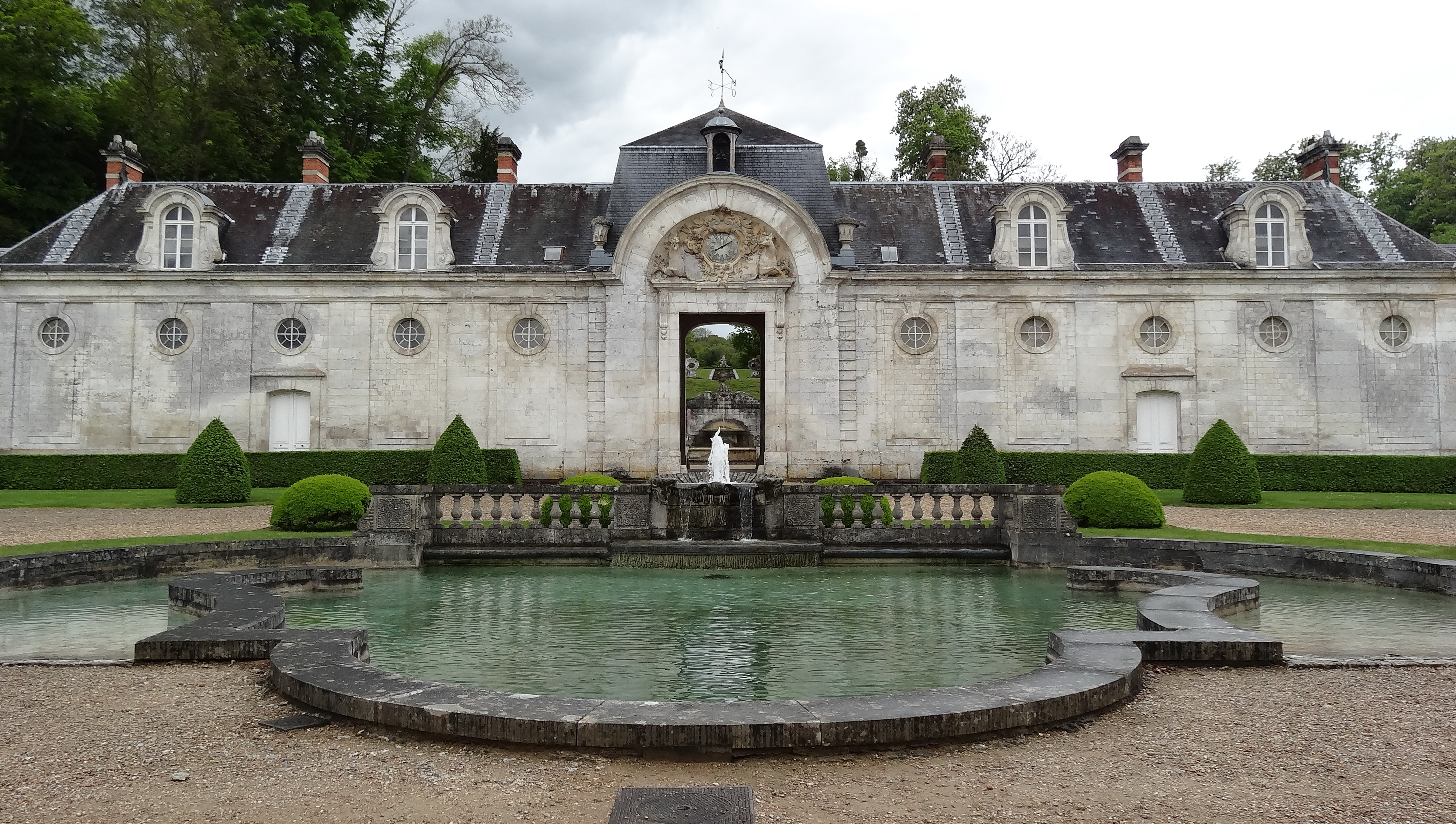
La perspective vers les jardins d'eau depuis le porche des écuries.
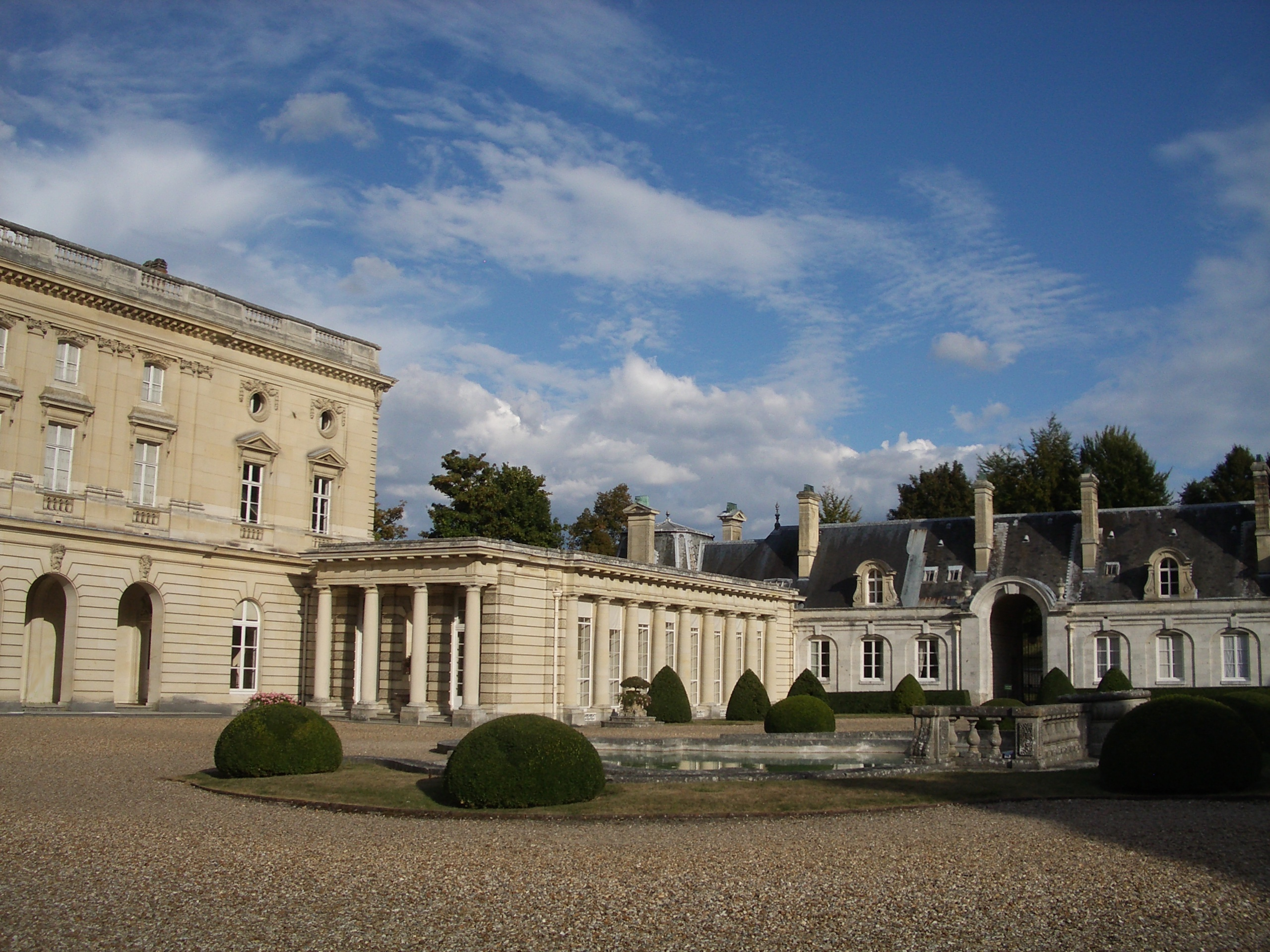
La cour, avec le château à gauche, et les écuries en face.
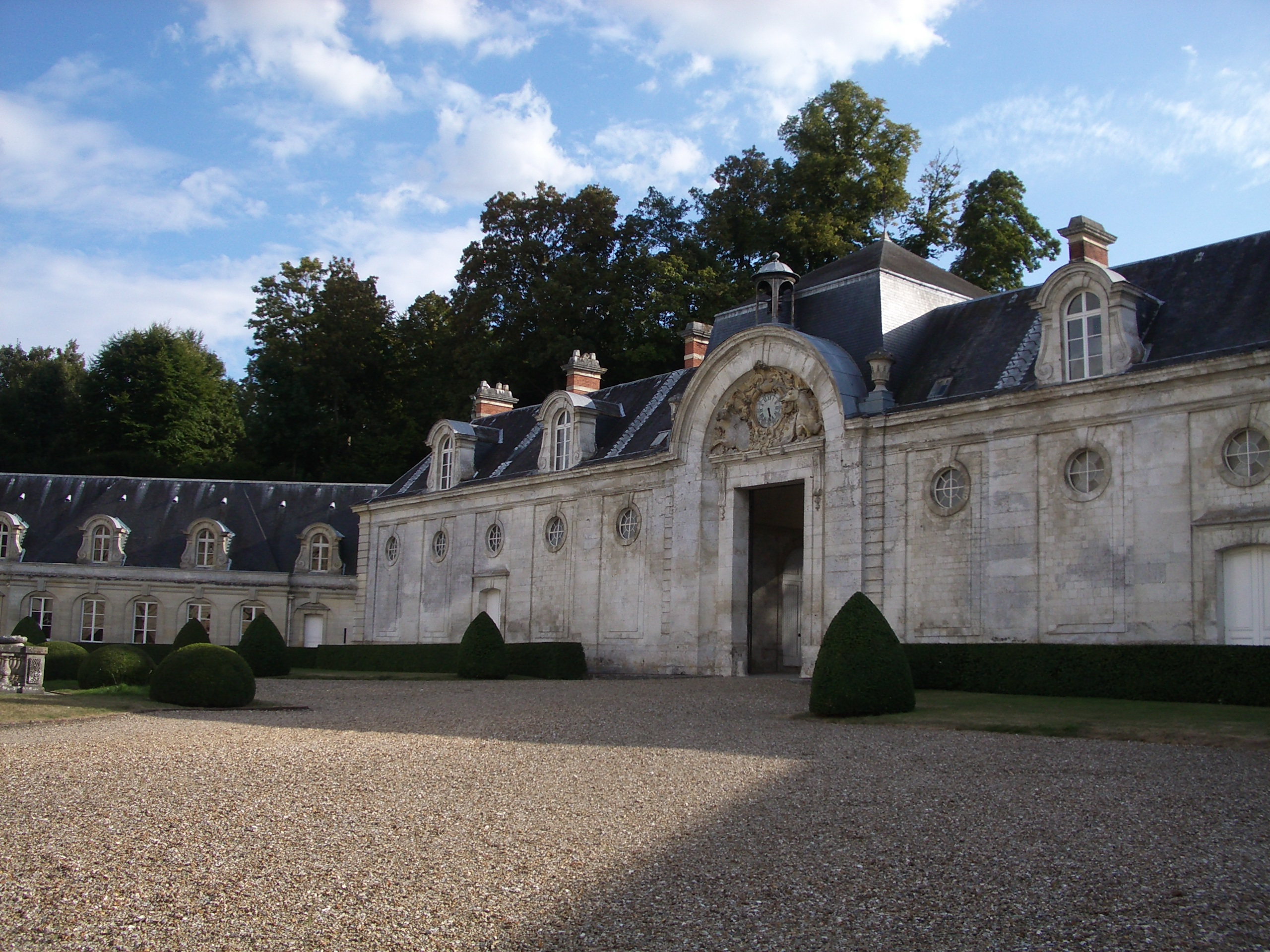
Les écuries (XVIIIe siècle).
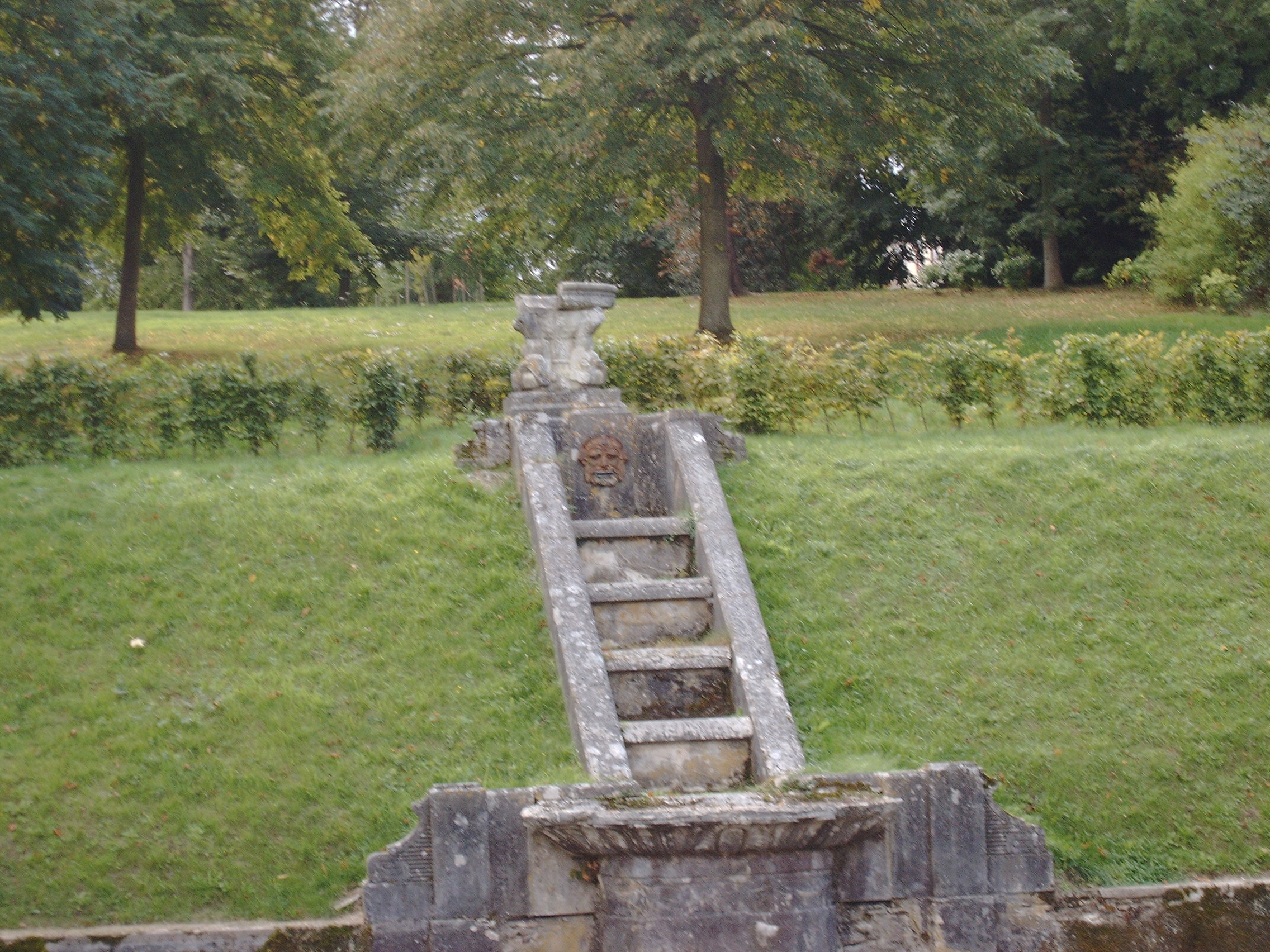
Une des fontaines qui agrémentent le parc.
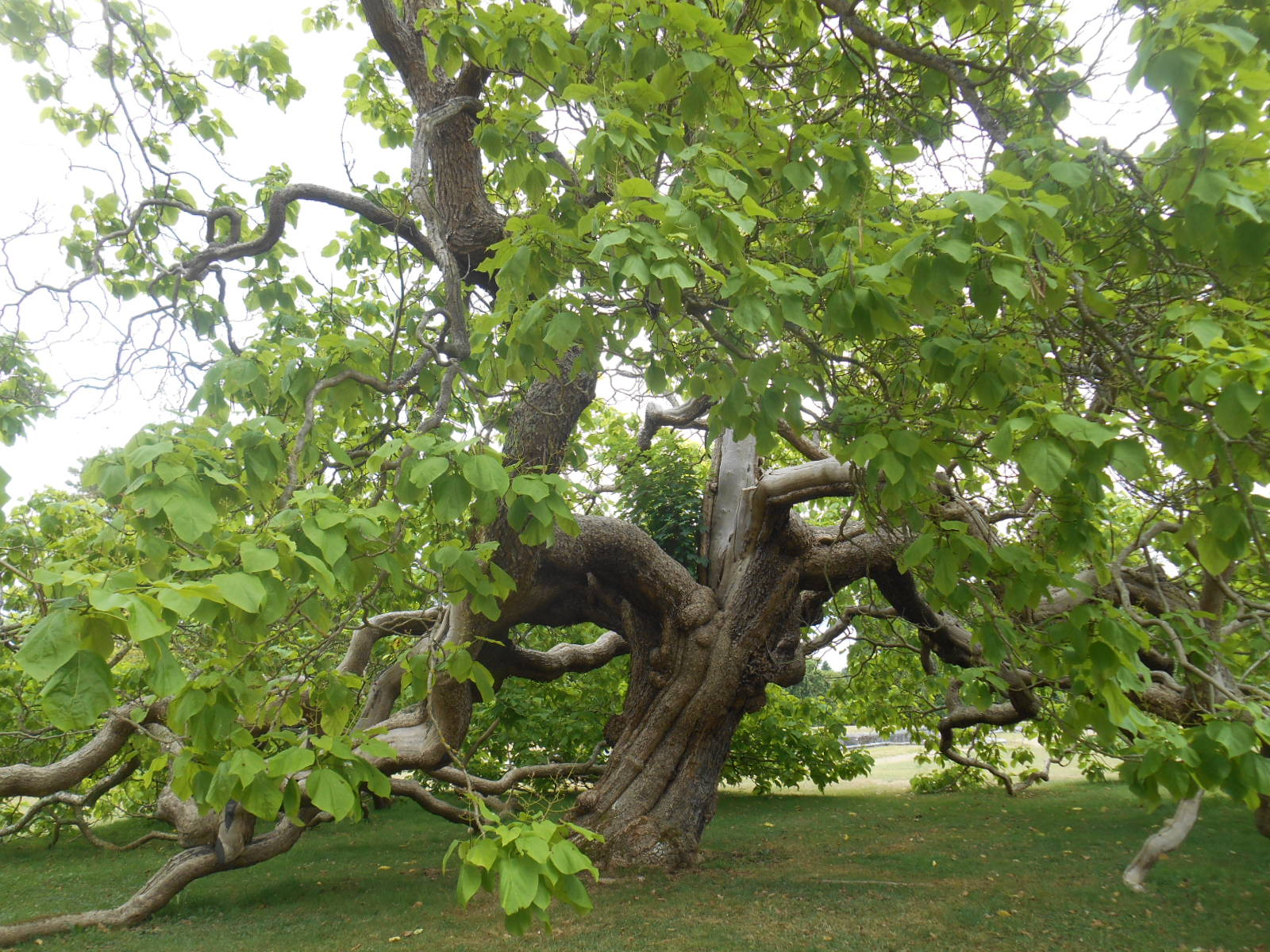
Catalpa dans le parc.

## Mobilier, décor et ornements
Le musée Nissim-de-Camondo à Paris conserve une paire de meubles à hauteur d'appui en acajou et citronnier par Martin Carlin (vers 1780) portant la marque du château de Bizy à l'époque du duc de Penthièvre : une ancre (attribut symbolique de l'Amiral de France) entre les lettres « V » et « B » (pour Bizy).
Un lot de douze assiettes en porcelaine du modèle « Bizy » issu du  service de table commandé à la manufacture de Sèvres par Louis-Philippe pour le château, livré de 1843 à 1846, a été vendu 18 750 euros en salle des ventes à La Rochelle le 24 septembre 2021.
Quatre statues en bronze à l'antique sont destinées à la commune d'Évreux : trois d'entre elles sont visibles dans le parc François-Mitterrand.

## Protection aux monuments historiques
Au titre des monuments historiques :
- les façades et toitures du château et la partie ordonnancée du parc avec ses sept fontaines et ses perspectives sont classées par arrêté du 1er juillet 1974 ;
- l'ancien Petit Parc constitué de l'emprise foncière de l'ancien Petit Parc, incluant les aménagements du parc connus ou à découvrir ; les façades et toitures des pavillons du Portier, du Jardinier et de la Vacherie avec son abreuvoir ; la clôture subsistante et les sources dites sources Marzelle, Penthièvre, Comtesse, Duchesse, et Schickler ; le pavillon abritant la source Penthièvre, le bassin dit de la Princesse ainsi que toutes les canalisations partant de ces sources et alimentant le domaine de Bizy sont classés par arrêté du4 mars 1996.

L'inscription de l'ancien petit parc par arrêté du 17 février 1992 a été annulée